# Canton de Saint-Hilaire
Le canton de Saint-Hilaire est une ancienne division administrative française située dans le département de l'Aude.

## Géographie
Ce canton était organisé autour de Saint-Hilaire dans l'arrondissement de Limoux. Son altitude variait de 133 m (Verzeille) à 857 m (Villardebelle) pour une altitude moyenne de 282 m.

## Représentation

### Conseillers généraux de 1833 à 2015
| Période | Période           | Identité                              | Étiquette          | Qualité                                                                                                 |
| ------- | ----------------- | ------------------------------------- | ------------------ | --- |
| 1833    | 1836              | Antoine Plausoles                     |                    | Notaire à Carcassonne                                                                                   |
| 1836    | 1848              | Adrien Cassaigneau de Brasse          |                    | Propriétaire à Limoux                                                                                   |
| 1848    | 1852              | Louis-Auguste Fagès                   | Républicain modéré | Avocat, Procureur à Carcassonne                                                                         |
| 1852    | 1880              | Eugène Castel                         | Droite             | Banquier à Carcassonne et propriétaire                                                                  |
| 1880    | 1886              | Émile Mulot                           | Droite             | Propriétaire du château du Pech à Salles-d'Aude                                                         |
| 1886    | 1910              | Toussaint Limouzy                     | Rad.               | Propriétaire Maire de Gardie (1878→1925) Ancien conseiller d'arrondissement                             |
| 1910    | 1940              | Jean Bousgarbiès                      | Rad.               | Avocat à Carcassonne Député (1932→1940) Maire de Saint-Hilaire Conseiller d'arrondissement              |
|         |                   |                                       |                    | |
| 1942    | 1945              | Fernand Ponties                       |                    | Propriétaire exploitant Maire de Villar-Saint-Anselme Nommé conseiller départemental en 1942            |
|         |                   |                                       |                    | |
| 1945    | 1951              | Pierre Rouyerou                       | SFIO               | Médecin                                                                                                 |
| 1951    | 1958              | Emile Mullot (1892→1982)              | Rad.               | Viticulteur à Saint-Hilaire                                                                             |
| 1958    | 1960 (annulation) | André Costesèque                      | SFIO               | Contrôleur principal des contributions directes Maire de Verzeille                                      |
| 1960    | 1982              | Paul Costesèque (cousin du précédent) | SFIO puis PS       | Maire de Verzeille                                                                                      |
| 1982    | 2015              | Pierre Authier                        | PS                 | Retraité de l'enseignement Maire de Saint-Hilaire (1983→2014) Premier Vice-Président du Conseil Général |

### Conseillers d'arrondissement (de 1833 à 1940)
| Période                                  | Période           | Identité                          | Étiquette   | Qualité |
| ---------------------------------------- | ----------------- | --------------------------------- | ----------- | --- |
| 1833                                     | 1839              | César de Niort-Guiard (1778-1844) |             | Propriétaire Maire de Saint-Hilaire (1813→1826)                                                             |
| 1839                                     | 1845              | M. Roux                           |             | Propriétaire à Gardie                                                                                       |
| 1845                                     | 1848              | Antoine Garrabou                  |             | Médecin à Ladern-sur-Lauquet                                                                                |
|                                          |                   |                                   |             | |
|                                          | 1881 (annulation) | Toussaint Limouzy                 | Républicain | Propriétaire Maire de Gardie                                                                                |
|                                          |                   |                                   |             | |
| 1895                                     | 1910              | Jean Bousgarbiès                  | Républicain | Avocat à Carcassonne                                                                                        |
| 1910                                     | 1925              | Albert Fau                        | Radical     | Propriétaire, maire de Pomas                                                                                |
| 1925                                     | 1928 (décès)      | Marius Roueylou                   | Radical     | Négociant en vins Maire de Saint-Hilaire                                                                    |
| 1928                                     | 1940              | Jean-Paul Vidal                   | Radical     | Cultivateur Maire de Villefloure                                                                            |
| 1940                                     |                   |                                   |             | Les conseils d'arrondissement ont été suspendus par la loi du 12 octobre 1940 et n'ont jamais été réactivés |
| Les données manquantes sont à compléter. |                   |                                   |             | |

## Composition
Le canton de Saint-Hilaire regroupait quatorze communes. 
| Nom                       | Code Insee | Intercommunalité     | Superficie (km2) | Population (dernière pop. légale) | Densité (hab./km2) |
| ------------------------- | ---------- | -------------------- | ---------------- | --------------------------------- | ------------------ |
| Saint-Hilaire (chef-lieu) | 11344      | CC du Limouxin       | 23,02            | 766 (2014)                        | 33                 |
| Belcastel-et-Buc          | 11029      | CC du Limouxin       | 14,15            | 64 (2014)                         | 4,5                |
| Caunette-sur-Lauquet      | 11082      | CC du Limouxin       | 4,97             | 6 (2014)                          | 1,2                |
| Clermont-sur-Lauquet      | 11094      | CC du Limouxin       | 18,29            | 27 (2014)                         | 1,5                |
| Gardie                    | 11161      | CC du Limouxin       | 4,65             | 120 (2014)                        | 26                 |
| Greffeil                  | 11169      | CC du Limouxin       | 13,67            | 80 (2014)                         | 5,9                |
| Ladern-sur-Lauquet        | 11183      | CC du Limouxin       | 24,64            | 268 (2014)                        | 11                 |
| Pomas                     | 11293      | CA Carcassonne Agglo | 10,15            | 869 (2014)                        | 86                 |
| Saint-Polycarpe           | 11364      | CC du Limouxin       | 13,81            | 138 (2014)                        | 10                 |
| Verzeille                 | 11408      | CA Carcassonne Agglo | 5,21             | 466 (2014)                        | 89                 |
| Villardebelle             | 11412      | CC du Limouxin       | 13,14            | 52 (2014)                         | 4                  |
| Villar-Saint-Anselme      | 11415      | CC du Limouxin       | 5,88             | 99 (2014)                         | 17                 |
| Villebazy                 | 11420      | CC du Limouxin       | 12,18            | 126 (2014)                        | 10                 |
| Villefloure               | 11423      | CA Carcassonne Agglo | 16,69            | 167 (2014)                        | 10                 |

## Démographie
| 1962  | 1968  | 1975  | 1982  | 1990  | 1999  | 2006  | 2011  | 2012  |
| ----- | ----- | ----- | ----- | ----- | ----- | ----- | ----- | ----- |
| 2 884 | 2 671 | 2 518 | 2 442 | 2 567 | 2 724 | 2 925 | 3 159 | 3 199 |